# Sheridan's

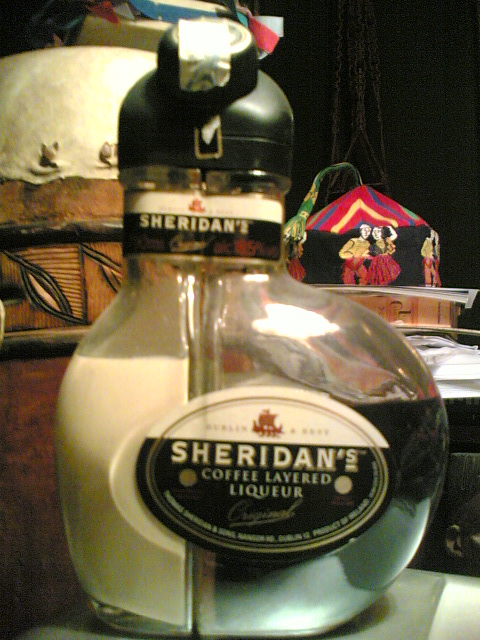
Uma garrafa de Sheridan's

Sheridan's é um licor produzido em Dublim, pela empresa Thomas Sheridan & Sons. Foi lançado em 1994. 
É comercializado numa garrafa especial, com duas secções separadas por vidro. Numa das secções, encontra-se um licor preto, feito com café e notas de chocolate. Na outra, encontra-se um licor branco de baunilha. Ao rodar-se a tampa até se soltar, revelam-se dois orifícios, um para a secção clara, outro para a secção escura.
Ao servir, o licor branco deve ser colocado delicadamente sobre o licor preto, devendo o copo que recebe a bebida ser inclinado, durante esta operação.
O Sheridan's deve ser servido a uma temperatura não superior a 5° e não inferior a -25°.